# Путовский, Чеслав Антонович
Чеслав Антонович Путовский (1887, Варшава, Царство Польское, Российская империя — 22 апреля 1925, Дюшамбе (ныне Душанбе) — российский революционер. Первый председатель ОГПУ в Таджикистане. Участник Первой мировой и Гражданской войн, борьбы с басмачеством.

## Биография
Поляк по происхождению. Сын учителя. Окончил 2-годичную художественно-ремесленную школу по специальности «живописец». Владел — польским, русским, французским, итальянским, немецким языками.
С 1905 — активный участник революционного молодёжного движения. Был членом марксистской Социал-демократии Королевства Польского и Литвы. Боец боевой дружины СДКПиЛ и участник баррикадных боёв в Варшаве.
В 1906 вступил в РСДРП.
Преследовался царскими властями. В 1907—1914 годах жил в эмиграции в Австро-Венгрии и Франции. Работал подручным слесаря на металлургическом заводе во Флене (пригород Парижа).
В 1914 году добровольцем завербовался в Французский иностранный легион. В 1915 году по договорённости с французским правительством переброшен в составе группы легионеров в Россию и служил в 70-м Рижском пехотном полку. Участник Первой мировой войны. За бои в районе Двинска был награждён медалью.
В 1915—1917 служил в русской армии. В 1917 избран председателем ротного и полкового солдатского комитета 70-го пехотного полка.
В октябре 1917 — участник Октябрьской революции в Петрограде. В 1917—1918 годах — петроградский красногвардеец.
В 1918—1919 — в РККА, с начала 1918 — командир батальона Красной Армии.
Участник Гражданской войны. В 1919 стал начальником отделения ЧК при Реввоенсовете 7-й армии РККА. С осени 1919 служил в частях ВЧК при СНК РСФСРна Псковском пограничном участке. С августа 1920 — в частях ЧК Западного фронта.
Был заместителем председателя Смоленской губернской ЧК (1920—1922), затем, заместителем начальника Особого отдела ГПУ Московского военного округа (1922).
В конце 1922 был направлен в Среднюю Азию в составе т. н. «резервной группы» ГПУ РСФСР.
С 1922 по март 1925 служил начальником Особого отдела ГПУ 13-го стрелкового корпуса. В составе частей корпуса участвовал в борьбе с басмачеством на территории Бухары и Самаркандской области.
Одновременно, в конце 1924—1925 — член ревкома по созданию Таджикской автономной области и член оргбюро ЦК Компартии Узбекистана по созданию Таджикского обкома компартии.
В 1924 году — начальник Специальной группы по ликвидации басмачества Полномочного представительства ОГПУ по Туркестану.
С 16 декабря 1924 по март 1925 был начальником областного отдела ГПУ Таджикской АССР.
В марте 1925 в дуэли с Утанбек курбаши был  смертельно ранен. Умер от ран.
В сообщении о смерти одного из видных военных контрразведчиков, затратившего много сил и энергии в борьбе с подрывной деятельностью против Красной Армии, активного участника разгрома басмачества в Таджикистане Ч. А. Путовского говорилось:

«22 апреля в 10 часов по солнцу скончался на посту стойкий товарищ, боец и революционер — солдат за освобождение трудящихся Востока. начальник особого отдела 13-го корпуса — Путовский Чеслав Антонович.
День похорон — 24 апреля — объявляется днём траура Таджикской Автономной Советской Социалистической Республики.

Во всех городах и посёлках Таджикистана вывешиваются траурные флаги, с двух часов дня, прекращается торговля. В память скончавшегося Чеслава Антоновича Путовского городской сад и главная улица нового города (столица Таджикистана Душанбе) именуются его именем».
Это и подобные сообщения были опубликованы во всех газетах Таджикистана, где последнее время служил Ч. А. Путовский, почти во всех среднеазиатских и других советских республиках. Памяти Путовского было посвящено специальное издание коммунистических ячеек 13-го армейского корпуса и 3-й пехотной дивизии.
Чеслав Путовский был похоронен, как и завещал по мусульманскому обычаю, на обочине дороги Путовского спуска, перед мостом через реку Душанбинку. Затем через несколько лет при расширении дороги, прах его был перезахоронен на обочине дороги уже за рекой Душанбинкой ближе к Комсомольскому озеру.

## Память
- В конце 1920-х — начале 1930-х годов Чеславу Путовскому был установлен памятник в Душанбе. После обретения независимости, памятник после демонтажа был передан в распоряжение Госкомитета нацбезопасности Таджикистана.
- Именем Путовского была названа площадь в центре Душанбе, где размещался бывший ЦК Компартии Таджикистана. Ныне – президентский дворец. И площадь ныне — Шахидон.
- Именем Путовского, погибшего за лучшую жизнь таджикского народа, в 1930-е годы были названы колхоз, школа, улицы городов и сёл.[3]